# 上州屋金蔵
上州屋 金蔵（じょうしゅうや きんぞう、生没年不詳）は江戸時代末期から明治時代にかけての地本問屋。

## 来歴
上金、祥福堂とも号す。大沢氏。文政天保期に江戸下谷池之端通仲町で、後に上野黒門町家主として地本問屋を営んでいた。地本草紙問屋元組（古組）の一軒。歌川国貞、歌川広重、渓斎英泉、歌川国芳、歌川芳員、3代歌川広重の錦絵を出版している。

## 作品
- 歌川国貞 『中村芝翫の鷺坂左内』 大判 文政11年
- 歌川広重　『和漢朗詠集』 大判揃物 天保
- 渓斎英泉　『新吉原年中行事』 大判揃物 文政末‐天保前
- 歌川国芳 『化物忠臣蔵』 四ツ切判 12枚揃 天保
- 歌川国芳　『平家水鳥に驚く図』
- 歌川国芳ほか　『山海愛度図会』 大判揃物 嘉永5年（1852年）
- 歌川芳員 『横浜見物図会』 大判揃物 万延1年（1860年）
- 3代目歌川広重 『六郷川蒸気車往返之全図』 大判3枚続 明治4年（1871年）
- 3代目歌川広重　『横浜往返蒸汽車全図』 大判3枚続 明治5年（1872年）